# Drugi korpus Armije RBiH
Drugi korpus Armije Republike Bosne i Hercegovine jedan je od sedam korpusa u Armiji Republike Bosne i Hercegovine. Osnovan je 29. rujna 1992. godine prema zapovijedi zapovjednika ŠVK OS Republike Bosne i Hercegovine. Sjedište korpusa bilo je u Tuzli, a zona odgovornosti protezala se na 28 općina sjeveroistočne i istočne Bosne i dijelom Posavine. Raspušten je 2006. godine u sklopu VF BIH.

## Povijest
Zapovijeđuj zapovjednika Stožera Vrhovnog zapovjedništva ("Štaba Vrhovne komande") Oružanih snaga Republike Bosne i Hercegovine (ŠVK OS RBIH), str.pov.br. 02/1010, od 29. rujna 1992. zapovijeđeno je svim okružnim stožerima Teritorijalne obrane BiH ("okružni štabovi TO") podrediti se korpusu. Istom zapovijedi određeno je općinskim stožerima TO podrediti se postrojbama Armije Republike Bosne i Hercegovine u čijim zonama odgovornosti su se nalazili. Na osovni ove zapovijedi zapovjedništvo Okružnog stožera TO Tuzle (Okružni štab TO, OkŠTO) postao je Zapovjedništvo 2. korpusa za čije sjedište su određeni Soli (Tuzla). Za zapovjednika je imenovan Željko Knez a za načelnika Stožera Hazim Šadić. Do konca prve ratne godine konsolidirano je stanje u zoni odgovornosti ovog korpusa te se radilo na stvaranju povoljnijih uvjeta da bi se u sljedećem razdoblju, uz dodatnu organizaciju i bolju opsrkbu materijalno-tehničkim sredstvima, iz nametnuta defanzivna položaja prešlo u ofenzivno. Koncem veljače 1993. godine Željka Kneza na mjestu zapovjednika korpusa zamijenio je dotadašnji načelnik stožera, Hazim Šadić. Promjena nacionalnog sastava vrha usred nagovijestila je i ulogu prema skorom planiranom sukobu s Hrvatima. Napad na Hrvate u Bosni bio je već u tijeku. Očajni zbog neuspjela osvajanja u središnjoj Bosni i središnoj Hercegovini i sve uspješnjim hrvatskim protunapadima,[nedostaje izvor] ideolozi iz bošnjačkog vojnog vrha po svaku su cijenu htjeli ukinuti tuzlansku 115. brigadu HVO "Zrinski", a pripadnike preraspodijeliti u ostale tuzlanske brigade Armije BiH. Kulminacija u Tuzli je bila kad se na području na kojem je bila i 115. brigada HVO, Drugi korpus Armije RBiH, izravno sudario s postrojbama HVO-a. Predsjedništvo RBiH Odlukom br. 1592/93. od 14. prosinca 1993. godine zatražilo je preimenovanje brigade i prelazak osoblja u sastav tri tuzlanske brigade Armije RBiH. 29. prosinca 1993. zapovjednik Armije RBiH i zapovjednik Drugoga armijskog korpusa zapovijedili su provođenje Odluke Predsjedništva. U tuzlanskoj brigadi HVO-a odlučili su ne prijeći u ABiH jer bi to značilo izdaju i dolazak u situaciju da po zapovijedi ABiH ratuju protiv HVO-a. 10. siječnja 1994. godine, pripadnici 115. brigade Hrvatskog vijeća obrane "Zrinski" Tuzla položili su oružje kako bi spriječili već isplanirani pokolj i progon Hrvata tuzlanskog kraja.[nedostaje izvor] Razlog toj odluci bila su loša iskustva pripadnika Sarajevskog HVO-a i odnosa muslimanskih snaga prema susjednim hrvatskim enklavama Vareš i Žepče.
Zapovijed Predsjedništva Republike Bosne i Hercegovine od 19. studenoga 1994. glasila je da je novi zapovjednik korpusa postao brigadir Sead Delić koji je na položaju ostao do konca rata.

## Postrojbe
Postrojbe 2. Korpusa:
- 1. tuzlanska brigada Tuzla
- 2. tuzlanska brigada Tuzla
- 3. tuzlanska brigada Tuzla
- 2. inženjerijska brigada Tuzla
- 2. inženjerijski bataljun Tuzla
- 2. sanitetski bataljun Tuzla
- 2. oklopni bataljun Tuzla
- 2. bataljun veze Tuzla
- 2. lard PZO Tuzla
- 2. logistički bataljun Tuzla
- Idč/216. Vob Tuzla
- MAD Tuzla
- 2. bVP Tuzla
- ABKO Tuzla
- NC Tuzla (2.k)
- 250. slavna obr Tuzla
- 251.Ibr Tuzla
- 228.arbr Tuzla
- 9. muslimansko-oslobodilačka brigada Tuzla
- 247. slavna mtbr Tuzla
- 1. muslimansko-podrinjska bbr Kladanj/243. MPbbr Vlasenica
- 255. slavna brdska brigada "Hajrudin Mešić"|1. teočanska brigada/255. slavna bbr "Hajrudin Mešić" Teočak
- 108. brigada HVO/215.viteška mtbr Brčko
- 109. bbr Doboj-Istok
- 110. slavna brdska brigada - Olovo
- 111. bbr Gračanica
- 115. brigada HVO-Zrinski Ljubače-Tuzla (samoraspuštena 1993. godine, nakon što su stigle vijesti da bi se trebala integrirati u Armiju RBiH što je značilo mobiliziranje u osvajački rat protiv Hrvata)
- 116./216. muslimanska Živinice
- 117. bbr Lukavac
- 119. muslimanska bbr Banovići
- 121. bbr Kladanj
- 327. viteška brdska brigada / 201. viteška bbr Maglaj
- 207/377. viteška pousorska ljuta brigada (bbr "Garava" Tešanj)
- 203. mlbr  "Doboj-Bosna" Doboj-Jug
- 204. sbbr Teslić
- 205./245. bbr Kalesija
- 206. viteška brdska brigada Zvornik-Sapna
- 207./377. viteška pousorska ljuta brigada Jelah
- 208/254. slavna brdska brigada Čelić
- 210./281. viteška "Nesib Malkić" Živinice
- 211. obr Srebrenik
- 212./222. bosanska obr Gračanica-Lukavac
- 21.bbr Srebrenik
- 217. viteška bbr. Gradačac
- 220./248. Ibr Đurđcvik
- 240. muslimanska bbr Živinice
- 241. sprečansko-muslimanska Ibr "Gazije" Kalesija
- 242. muslimansko-zvornička Ibr Zvornik-Sapna
- 277. bbr Tešanj
- 280. laka brigada Srebrenica
- 281. laka brigada Srebrenica
- 282. laka brigada Srebrenica
- 283. laka brigada Srebrenica
- 284. laka brigada Srebrenica
- 285. Ibr Žepa
- 286. bbr Srebrenica
- 287. bbr Bratunac
- 24. Protudiverzantski odred "Živiničke Ose"
- SDB "Crni Vukovi" Kalesija
- PDO "Vjetrenik" Humci-Nahvioci
- IDČ 2K "Lavovi"

Bile su podijeljene u 8 operativnih grupa: 1 - Gradačac, 2 - Gračanica, 3 - Kladanj, 4 - Kalesija, 5 - Tuzla, 6 - Živinice, 7 - Tešanj i Maglaj, 8 - Srebrenica te 285. brigada za Žepu. Zone odgovornosti bile su područja Tuzle, Doboja, Bijeljine, Srebrenice, Žepe i Zvornika.

## Ratni put
Vodila brojne bitke. 
- Prva brigada Armije RBiH stvorena je u Tuzli (Prva tuzlanska brigada) a prva postrojba koja je položila prisegu Republici Bosni i Hercegovini u Zvorniku (Kula Grad).
- Spriječili su postrojbe JNA da 15. svibnja 1992. godine na Brčanskoj malti u Tuzli odvezu oružje TO.
- Uništili oklopni vlak na Gradačcu, oštećeno nekoliko agresorskih zrakoplova i helikoptera.
- Bitka kod Budičina potoka 4. lipnja 1992.[5]
- Sudjelovala u operaciji Armije BiH Neretva '93.
- Bitka za Ozren
- Operacija Proljeće 1994.[6]
- Operacija Farz '95 i Bitka za Vozuću (slijedila Operacija Uragan 95)
- Zauzela je oko 1.500 km2 teritorija. Nešto je oslobodila od snaga VRS, gradove (Srebrenica i Kalesija). Sudjelovala u bošnjačko-hrvatskom sukobu na teritoriji BiH. U sudjelovanju s postrojbama 3. korpusa okupirale su od HVO-a Vareš i preko 150. sela i zaseoka iza kojeg je slijedio veliki progon i zbjeg Hrvata.
- Zaplijenila znatna materijalno-tehnička sredstva: tenkove T 55 – 14 kom, tenk T 34 – 15 kom, tenk M4 – 8 kom, samohotke, OT, BOV, haubice, topove, prage, VBR-ove, PAT-ove, PAM-ove, MB-e, preko 20.000 cijevi streljačkog oružja, protuoklopne lansere, i mnoštvo druge tehnike i opreme.
- Obranila najveći teritorij Bosne i Hercegovine[nedostaje izvor]

## Odlikovanja
Više jedinica 2. korpusa tijekom rata u Bosni i Hercegovini zaslužilo je naziv “Viteška” i “Slavna”. 
Počasni naziv “Viteške” brigade ponijele su: 
- 107. vmtbr Gradačac,
- 206. vbbr Zvornik,
- 210. vbr "Nesib Malkić" Živinice,
- 213. vmtbr Gradačac,
- 215. vmtbr Brčko,
- 217. vmtbr vbbr Gradačac.

Počasni naziv "Slavne brigade" ponijele su:
- 110. sbbr Olovo,
- 202. sbbr Tešanj,
- 250. sobr Tuzla,
- 252. sbbr Tuzla,
- 254. sbbr Čelić,
- 255. sbbr "Hajrudin Mešić" Teočak.

Na osnovi odluke Predsjedništva RBiH Redom heroja oslobodilačkog rata odlikovalo je tri pripadnika ovog korpusa a to su : Mehdin Hodžić, Nesib Malkić i Hajrudin Mešić. 
Također su trojica pripadnika 2. korpusa odlikovana odličjem Medalja za hrabrost, a jedan Redom zlatnog grba s mačevima.
Najviše pojedinačno armijsko ratno priznanje, Zlatni ljiljan, dodijeljen je 301 vojniku i časniku od čega njima 90 ovo priznanje je dodijeljeno postumno.